# Joe Lynch (acteur)
Pour les articles homonymes, voir Lynch et Joe Lynch.
Joe Lynch est un acteur irlandais, né le 16 juillet 1925 à Mallow (Irlande), et mort le 1er août 2001 à Alicante (Espagne).

## Filmographie

### Cinéma
- 1960 : Les Combattants de la nuit : Seamus
- 1960 : The Siege of Sidney Street : Sgt. Todd
- 1961 : Johnny Nobody : Tinker
- 1963 : Le Dernier de la liste : Cyclist (non crédité)
- 1963 : Le Deuxième Homme de Carol Reed : Roy Tanner
- 1964 : La Fille aux yeux verts : Andy Devlin
- 1965 : Le Jeune Cassidy : 1st Hurler
- 1965 : Le Masque de Fu-Manchu : Custodian
- 1966 : Insurrection : Cathal Brugha
- 1967 : Trois milliards d'un coup : Lorry driver (non crédité)
- 1967 : Ulysses : Blazes Boylan
- 1969 : The Best House in London : Policeman (non crédité)
- 1970 : Le Magot : Father O'Shaughnessy
- 1973 : Le Piège de John Huston : 1st Garda
- 1973 : Never Mind the Quality: Feel the Width : Patrick Brendan Kevin Aloysius Kelly
- 1976 : Never Too Young to Rock : Russian Soldier
- 1979 : The Outsider : Sean Thompson
- 1979 : The Saint and the Brave Goose : Capt. Finnigan
- 1981 : If You Go Down in the Woods Today : Shepherd
- 1986 : Eat the Peach : Boss Murtagh
- 1994 : Poucelina : Grundel (voix)

### Télévision

#### Séries télévisées
- 1956 : Camera One : Lui-même
- 1956 : Northern Showground : Lui-même
- 1957 : Off the Record : Lui-même
- 1958 : Theatre Night : Christopher Mahon
- 1959 : The Anne Shelton Show
- 1959 : The Ed Sullivan Show : Lui-même
- 1964 : Compact : Hennegan
- 1964 : No Hiding Place : Paddy
- 1965-1968 : Thirty-Minute Theatre (en) : Mr. Hill / Kieron
- 1966 : Armchair Theatre : Des Humphries
- 1966 : Redcap (en) : Sgt O'Brien
- 1967 : Sanctuary : Mr. Daly
- 1967 : The Gamblers : Mullery
- 1967-1971 : Never Mind the Quality, Feel the Width : Patrick Kelly
- 1968 : The Jazz Age : Fetch
- 1969 : Love Story
- 1970 : Happy Ever After : Wiggy
- 1970 : ITV Saturday Night Theatre : Michael O'Connor
- 1971 : David Nixon's Magic Box : Lui-même
- 1972 : ITV Sunday Night Drama : Finbar O'Sullivan
- 1972 : Saturday Variety : Lui-même
- 1972 : The Frighteners : Bob Blaw
- 1973 : The View from Daniel Pike : Jim Murphy
- 1973 : What's It All About? : Lui-même
- 1973 : Whodunnit? : Lui-même / Panelist
- 1973-1975 : Crown Court : George Wills / Eric Flynn
- 1974 : Childhood : Michael O'Donovan
- 1974 : The Tommy Cooper Hour
- 1975 : Rule Britannia! : Paddy O'Brien
- 1976 : Whodunnit? : Art Selby
- 1976-1979 : Chorlton and the Wheelies : Narrator / Various Characters
- 1978 : Poems and Pints : Lui-même - Reader
- 1978-1980 : Coronation Street : Ron Mather
- 1979 : Le Retour du Saint : Capitaine Finnigan
- 1979 : Play for Today : Stacey
- 1980-1982 : Bracken : Dinny Byrne
- 1983 : The Irish R.M. : Sgt. Murray
- 1983-2000 : Glenroe : Dinny Byrne
- 2016 : Getting Doug with High : Lui-même

#### Téléfilms
- 1969 : All Star Comedy Carnival
- 1974 : The Playboy of the Western World : Michael James
- 1976 : Breakdown : Dick Culver
- 1979 : Le dernier contrat : Devane